# Канн, Леон Константинович
Лео́н Константинович Канн (1905—?) — деятель советского кино, звукооператор, звукорежиссёр.
Известный «отказник», эмигрировал в Израиль.

## Фильмография
- 1936 — Половодье
- 1940 — Танкер «Дербент»
- 1945 — Это было в Донбассе
- 1946 — Большая жизнь (2-я серия)
- 1954 — Чемпион мира
- 1955 — Васёк Трубачёв и его товарищи
- 1957 — Дело было в Пенькове
- 1958 — Не пойман — не вор — звукооператор дубляжа
- 1966 — Встреча с прошлым